# Rudolf Pehle
Rudolf Pehle (* 11. April 1910 in Geseke; † 28. August 1972) war ein deutscher Jurist und Senatspräsident am Bundesgerichtshof.

## Leben
Rudolf Pehle war nach Abschluss seiner juristischen Ausbildung Staatsanwalt in Traunstein und München. Nach Ende des Zweiten Weltkrieges
kehrte er nach Traunstein zurück und war als Richter zunächst am Amtsgericht und dann am Landgericht Traunstein tätig. Ab 1954 war Pehle als Mitglied des VI. Zivilsenats des Oberlandesgerichts München mit gewerblichem Rechtsschutz und Patentrecht befasst.
Im April 1959 wurde Pehle an den Bundesgerichtshof nach Karlsruhe berufen. Vom 18. April 1959 bis zum 1. März 1968 war er Mitglied des I. Zivilsenats. Am 28. Januar 1970 folgte seine Ernennung zum Senatspräsidenten. Er übernahm den Vorsitz in dem unter anderem für Deliktsrecht zuständigen VI. Senat.